# Archipel de Jambelí
L’Archipel de Jambelí (espagnol : Archipiélago de Jambelí) est un archipel fluvial et marin situé dans l'extrême sud de la côte de l'Équateur, dans les eaux du golfe de Guayaquil. Il appartient au canton de Santa Rosa, dans la province d'El Oro. L'archipel est formé de six îles principales et 12 îles mineures, séparées par des canaux et des lagunes, ainsi que quelques petits îlots. La superficie totale de l'archipel est d'environ 300 Km2,. L'ensemble d'îles dont fait partie l'archipel comprend également les îles Correa (es), Roncal (es) et Matapalo (es) qui appartiennent au Pérou,,,. Il n'existe pas d'élévation significative. La mer entre les îles de Jambelí et la portion continentale d'El Oro est peu profonde et ses eaux sont fortement influencées par les eaux fluviales continentales.

## Description géographique
L'archipel est situé entre les latitudes 03° 12′ et 03° 26′ sud et longitudes 80° 05′ et 80° 18′ ouest. Il est séparé du continent par un large canal qui, dans son parcours, prend le nom de canal de Capones, détroit Grande et détroit de Santa Rosa. Ce chenal s'étend sur environ 54 kilomètres vers le nord depuis l'embouchure des Capones jusqu'à l'embouchure de l'estuaire de Santa Rosa. Cinq canaux mineurs traversent perpendiculairement l'archipel, reliant le chenal principal et le golfe de Guayaquil. Les profondeurs dans les canaux sont de l'ordre de 6,5 mètres. Les bancs de sable sont fréquents dans l'archipel, surtout à l'embouchure des estuaires.

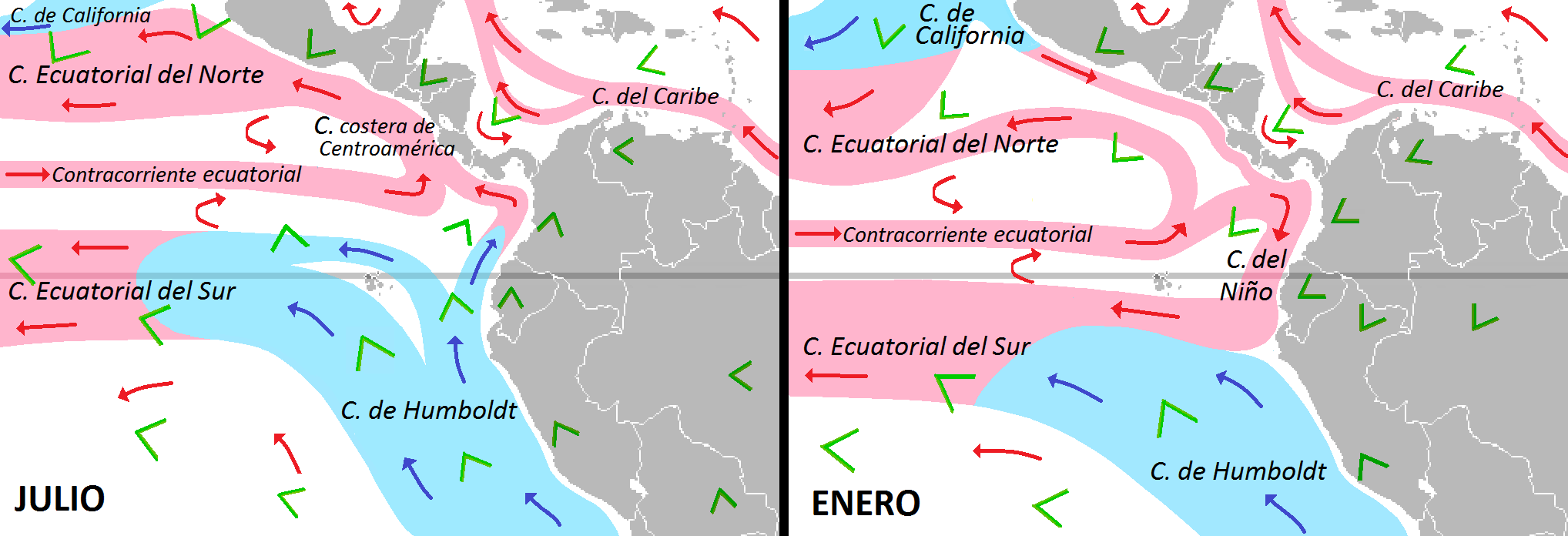
Courants du Pacifique expliquant le climat sur l'archipel.

Le dépôt permanent de sédiments terrestres d'origine quaternaire portés par les eaux des ríos Zarumilla, Arenillas, Santa Rosa et Jubones a donné lieu à l'émergence de ces îles. L'archipel a un climat tropical de savane avec des précipitations annuelles inférieures à 500 millimètres. Il a deux saisons principales malgré son emplacement équatorial : la saison des pluies est de décembre à mai et la saison sèche, le reste de l'année. C'est parce que le courant froid de Humboldt, venant des côtes péruviennes, modifie le climat et la température des eaux qui entourent les îles, et rejoint le nord de l'archipel avec les eaux tropicales du courant d'El Niño qui exerce son influence de décembre à mai.

### Îles principales
| no | Nom                         | Superficie | Coordonnées                 |
| -- | --------------------------- | ---------- | --------------------------- |
| 1  | Île Chupadores              | -          | 3° 23′ 16″ S, 80° 08′ 27″ O |
| 2  | Île Jambelí                 | -          | 3° 15′ 04″ S, 80° 02′ 03″ O |
| 3  | Île Patria ou Las Huacas    | -          | 3° 21′ 03″ S, 80° 08′ 34″ O |
| 4  | Île Payana (es)             | -          | 3° 23′ 04″ S, 80° 16′ 53″ O |
| 5  | Île Pongal                  | -          | 3° 19′ 40″ S, 80° 03′ 34″ O |
| 6  | Île Tembleque ou Costa Rica | -          | 3° 22′ 43″ S, 80° 13′ 47″ O |

### Îles mineures
| no | Nom                  | Superficie | Coordonnées                 |
| -- | -------------------- | ---------- | --------------------------- |
| 1  | Île Callejones       | -          | 3° 24′ 05″ S, 80° 14′ 12″ O |
| 2  | Île Chalaquera       | -          | 3° 25′ 42″ S, 80° 10′ 03″ O |
| 3  | Île Gato             | -          | 3° 25′ 19″ S, 80° 10′ 06″ O |
| 4  | Île La Bartola       | -          | 3° 25′ 33″ S, 80° 08′ 41″ O |
| 5  | Île La Bartola Chica | -          | 3° 25′ 44″ S, 80° 09′ 29″ O |
| 6  | Île La Burra         | -          | 3° 26′ 10″ S, 80° 11′ 22″ O |
| 7  | Île Las Piedras      | -          | 3° 23′ 26″ S, 80° 15′ 22″ O |
| 8  | Île Pollos           | -          | 3° 25′ 49″ S, 80° 13′ 09″ O |
| 9  | Île Puercos (es)     | -          | 3° 22′ 39″ S, 80° 16′ 03″ O |
| 10 | Île Róbalo           | -          | 3° 26′ 16″ S, 80° 12′ 30″ O |
| 11 | Île San Antonio (es) | -          | 3° 22′ 14″ S, 80° 15′ 45″ O |
| 12 | Île Vacas (es)       | -          | 3° 24′ 38″ S, 80° 16′ 06″ O |

## Population
La population totale de l'archipel, selon le recensement de 2001, était de 1 301 habitants, répartis environ en 289 familles avec une moyenne de 4 à 5 individus par famille. Les îles les plus peuplées sont Jambelí et Tembleque ; cette dernière étant également appelée isla Costa Rica. Avec les dégâts causés par le phénomène El Niño de 1997 à 1998, dans de nombreuses régions de l'archipel, de nombreux colons ont été touchés, provoquant la migration et l'abandon progressif de certaines villages.

## Économie
L'activité économique de l'archipel comprend le tourisme, le commerce et la pêche. L'activité touristique la plus importante se déroulant sur l'île Jambelí. L'activité de pêche consiste principalement en la capture de larves de crevettes, la cueillette de coquillages et la pêche de crabes.